# John Parco
John Parco, nato John Porco (Sault Sainte Marie, 25 agosto 1971), è un allenatore di hockey su ghiaccio ed ex hockeista su ghiaccio canadese naturalizzato italiano, di ruolo attaccante.

## Carriera

### Club
Nato nella città di Wayne Gretzky, John Porco - questo il suo nome alla nascita - esordì nell'hockey su ghiaccio nordamericano in Ontario Hockey League nel 1988, coi Belleville Bulls. Rimase tre anni, durante i quali si affermò come ala sinistra di stecca sinistra. Si trasferì poi in Italia, dove poté sfruttare il doppio passaporto: fu messo sotto contratto dai giallorossi dell'Asiago Hockey AS, con cui giocò due campionati (1991-92 e 1992-93) e due Alpenliga.
Un doppio grave infortunio al ginocchio lo costrinse ad un anno di stop. Ritornò sul ghiaccio nuovamente in Nord America, dove nella stagione 1994-95 si divise tra ECHL, IHL e AHL, per poi tornare ad Asiago nel 1995-96. Seguirono poi una stagione e mezzo in Germania (in DEL coi Kaufbeurer Adler) e due stagioni in Scozia con gli Ayr Scottish Eagles. Ritornò un'ultima volta negli Stati Uniti, con gli Hampton Roads Admirals nel 1999-00, e poi ancora Gran Bretagna esattamente in Galles con i Cardiff Devils per una stagione.
Dal campionato 2001-02 tornò all'Asiago, diventando capitano. Nel frattempo, su consiglio della moglie italiana, cambiò cognome da Porco in Parco. Nella prima stagione la squadra, campione d'Italia in carica, non riuscì a bissare il suo primo campionato, ma la squadra vinse la coppa Italia. Nel 2003 vinse anche la supercoppa italiana. Nella stagione 2009-2010 divenne il secondo capitano della storia dell'Asiago (dopo Franco Vellar) ad alzare lo scudetto al cielo. A partire dalla stagione 2007-08, Parco ricoprì il ruolo di allenatore in seconda-giocatore.

### Nazionale
Il 14 aprile 2003 fece il suo esordio in Nazionale durante i mondiali di Prima Divisione, nella partita contro l'Estonia; la prima rete la mise a segno contro i Paesi Bassi il 18 dicembre 2004. Con il Blue Team partecipò anche ai vittoriosi mondiali di Prima Divisione del 2005 e del 2009, ai Giochi di Torino 2006 e ai mondiali maggiori del 2006 a Riga, del 2007 a Mosca e del 2008 in Canada.

### Allenatore e dirigente
Durante la stagione 2010-11 (ultimo incontro giocato il 30 ottobre 2010 contro l'HC Bolzano), a seguito di un infortunio, Parco si ritirò dall'hockey giocato per ricoprire esclusivamente il ruolo di allenatore in seconda della prima squadra dell'Asiago e di allenatore delle giovanili. Entrò, inoltre, nello staff tecnico della Nazionale proprio nell'anno che vide l'Italia vincere il mondiale di Prima Divisione giocato in Ungheria.
Il 6 febbraio 2012 subentrò al connazionale John Tucker alla guida della prima squadra dell'Asiago. Sebbene la squadra non sia riuscita a migliorare le proprie prestazioni (chiuderà il campionato al terzultimo posto, nonostante venisse accreditata come favorita alla conquista del titolo da parte degli addetti ai lavori), per la stagione seguente John Parco venne confermato head coach della panchina asiaghese. Proprio in quella stagione Parco riuscì a portare l'Asiago a vincere la finale scudetto, che la squadra raggiunse travolgendo gli avversari nei playoff, nonostante una stagione regolare disputata non al meglio (anche a causa di numerosi problemi). Verrà riconfermato alla guida degli stellati anche nelle due stagioni successive, rivincendo il titolo nella stagione 2014-15.
Nell'estate del 2015 lasciò Asiago rifiutando alcune offerte pervenute dall'estero per rimanere in Italia (per motivi famigliari) accettando quindi la panchina del Cortina.
Terminata l'esperienza a Cortina d'Ampezzo, Parco ha fatto ritorno in Nordamerica, per una stagione (2016-2017) come preparatore atletico della squadra della Lake Superior State University in NCAA, poi come primo allenatore dei Soo Thunderbirds nella lega giovanile NOJHL.
Terminata l'esperienza coi Thunderbirds nel 2020 venne messo sotto contratto dalla FISG come direttore esecutivo dello sviluppo dell'hockey giovanile per il biennio 2020-2022.
Nella stagione 2022-2023 ha fatto parte dello staff della nazionale italiana impegnata al XVI Festival olimpico invernale della gioventù europea ed è stato head coach della nazionale Under-18 maschile.

## Palmarès

### Giocatore

#### Club
- Campionato italiano: 1

Asiago: 2009-2010
- Coppa Italia: 1

Asiago: 2001-2002

#### Nazionale
- Campionato mondiale di hockey su ghiaccio - Prima Divisione: 2

Paesi Bassi 2005, Polonia 2009

#### Individuale
- ECHL First All-Star Team: 1

1994-1995

### Allenatore

#### Club
- Campionato italiano: 2

Asiago: 2012-2013, 2014-2015
- Supercoppa italiana: 1

Asiago: 2013